# Асаели Тикоиротума
Асаели Тикоиротума (енгл. Asaeli Tikoirotuma; 24. јун 1986) професионални је рагбиста и репрезентативац Фиџија, који тренутно игра за премијерлигаша Лондон Ајриш.

## Биографија
Висок 187 цм, тежак 91 кг, Тикоиротума је пре Лондон Ајриша играо и за Чифс, Харлеквинс и Манавату. За репрезентацију Фиџија је до сада одиграо 17 тест мечева и постигао 15 поена.